# Canard-lapin

La première illustration de l'image ambigüe canard-lapin. Auteur anonyme.
[https://digi.ub.uni-heidelberg.de/diglit/fb97/0147 Zeitschrift Fliegende Blätter, Nr. 2465, 23. X. 1892, S. 145.

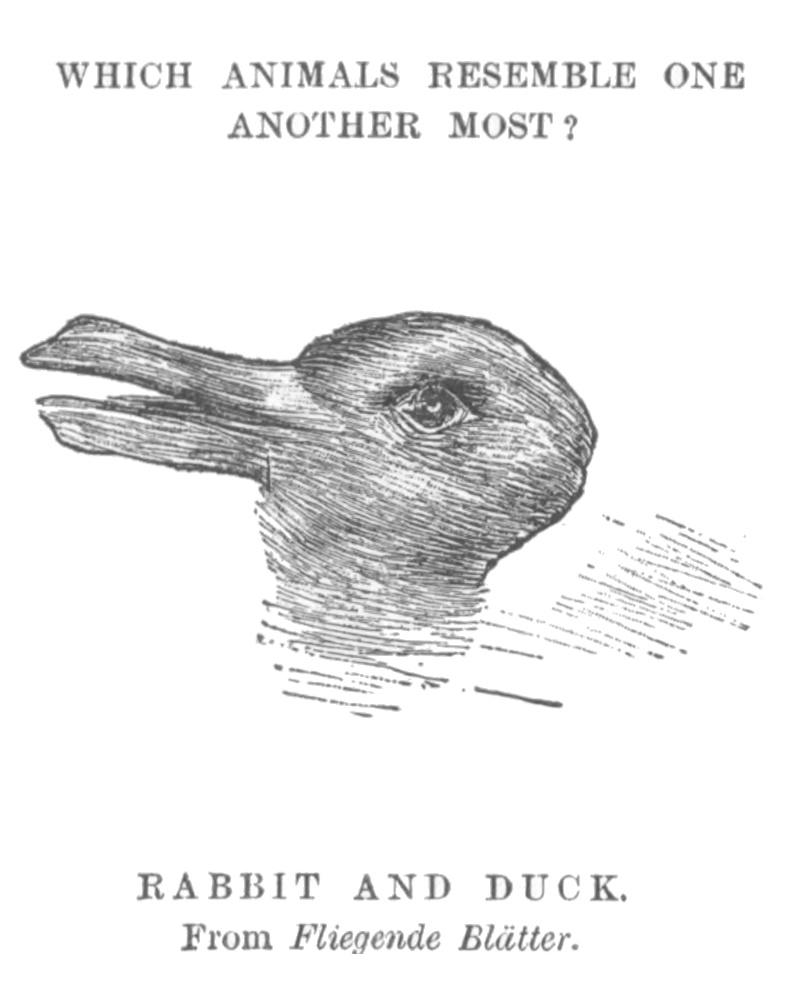
Image ambiguë canard-lapin (Harper's Weekly, 1892. Source originelle : Zeitschrift Fliegende Blätter, 1892).

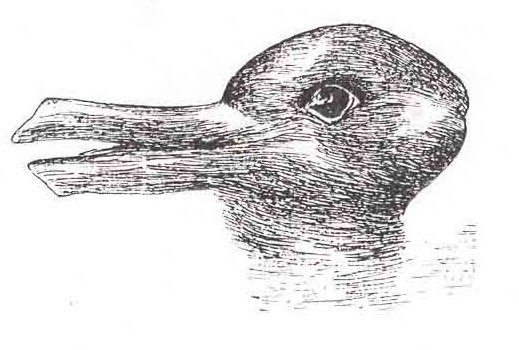
Le canard-lapin redessiné par Joseph Jastrow dans Fact and fable in psychology, Boston, Houghton, Mifflin and Co, 1900, The mind's eye, p. 295, fig. 19.

Le canard-lapin est une image ambigüe qui montre, selon le regard que l'on y porte, soit une tête de canard, soit celle d'un lapin. Cette figure est réversible et bistable c'est-à-dire que l'on peut voir alternativement l'un ou l'autre animal mais jamais les deux simultanément.
Ce dessin d'un auteur inconnu a été publié le 23 octobre 1892 dans un journal satirique munichois, le Fliegende Blätter avec la légende: « Quels animaux se ressemblent le plus ? Le lapin et le canard. » 
Le dessin original a été republié le 19 novembre de la même année dans l'hebdomadaire new-yorkais Harper's Weekly. 
Le psychologue américain Joseph Jastrow a repris et commenté cette image en 1900 dans Fact and Fable in Psychology (fig. 19) pour illustrer l'importance de la préconception dans la perception des images ambigües. 
Le philosophe Ludwig Wittgenstein a montré dans ses Investigations philosophiques l'importance des associations dans la perception de ce motif. 
Pour l'historien de l'art Ernst Gombrich, nous ne pouvons pas voir la forme en-dehors de son interprétation et il n’est pas possible d’avoir conscience ou de s’observer en train d’avoir une illusion.

## Joseph Jastrow et la première analyse psychologique du canard-lapin
En 1900, alors qu'il est président de l'Association américaine de psychologie, le psychologue américain Joseph Jastrow publie un ouvrage sur la perception, Fact and fable in psychology.
Il y fait figurer une version redessinée par ses soins du canard-lapin qu'il classe parmi les images ambigües : 
« Toujours dans le groupe des figures ambiguës, il y a le concept ingénieux du canard-lapin montré dans la figure 19. Lorsque c'est un lapin, sa tête regarde vers la droite et on voit une paire d'oreilles, lorsque c'est un canard, la tête regarde vers la gauche et les oreilles se changent en bec. La plupart des observateurs ont du mal à maintenir le regard sur l'une des interprétations, les fluctuations étant fréquentes et inattendues. » »
Pour Jastrow, en présence d'une forme vague dans de mauvaises conditions de visibilité, nos schémas mentaux prennent le dessus sur la perception objective pour interpréter les formes selon nos présupposés.

## Wittgenstein et le canard-lapin
Alors que la théorie de la psychologie de la forme considérait que les perceptions des objets n'étaient que des représentations innées, Wittgenstein a développé, à partir du dessin du canard-lapin, la notion d'« aspects »  déterminés par des pensées et des associations :

« La question que je veux poser est la suivante : en quoi consiste le fait de voir la figure tantôt d’une façon, tantôt de l’autre ? Est-ce que je vois effectivement chaque fois quelque chose d’autre, ou ne fais-je qu’interpréter de façon différente ce que je vois ? Je pencherais pour la première réponse. »

L'analyse wittgensteinienne de cette illusion s'inscrit dans une réflexion plus large sur la notion d'expérience préconceptuelle. 
L'auteur des Recherches philosophiques fait observer que quelqu'un qui n'aurait jamais vu de lapin ni n'aurait la moindre idée de ce qu'est un lapin ne serait pas en mesure de voir l'aspect du lapin dans cette image. 
La reconnaissance de la forme demande une familiarité avec une grammaire linguistique des éléments représentés : 

« Seul voit les aspects canard et lapin celui qui connaît les formes de chacun de ces deux animaux. »

Un énoncé comme « Il y a bien un second aspect dans cette image, mais je ne saurais dire ce que c'est » est un non-sens. Quelqu'un qui n'aurait jamais vu ni lapin ni canard serait un extra-terrestre.[source insuffisante]

## Walter Swennen et le canard-lapin
Le peintre belge Walter Swennen a réinterprété l’image ambigüe du canard-lapin dans un tableau ayant pour titre Konijn & canard (2001). Il s’agit d’une huile sur toile appartenant à Cera Collection/M-Museum, Leuven. 
Ce tableau semble mettre faussement en balance un canard-lapin à gauche et un lapin-canard à droite.
Quinn Latimer écrit dans la rétrospective anglophone de Walter Swennen So Far So Good dont fait partie ce tableau : 

« Les mots ont un poids, deux Walter pourraient être d’accord — tous les deux en tant que faits et idées. Les mots partagent ce fait avec les objets, avec les images, même avec les peintures. Bien sûr, le poids des mots — leur légèreté et leur gravité —  est aussi différent que leur matérialité est disparate, insaisissable et amorphe comparé à la chose même et à la lourdeur des objets. »

## Autres utilisations
- L'association Ardèche Images, organisatrice des États généraux du film documentaire à Lussas, dans l'Ardèche, en France, a fait du canard-lapin son logotype[10].
- Les éditions Vrin utilisent ce dessin pour illustrer la couverture de leur collection « Chemins philosophiques »[11].
- Le jeu vidéo Animal Well (2024), mettant en scène de nombreux animaux et secrets, recourt à ce dessin[12].